# 提喩
提喩（ていゆ、シネクドキー、英: synecdoche）は、転義の一種。上位概念を下位概念で表す、また逆に下位概念を上位概念によって表す修辞技法。

## 例
- 集合とその要素
- 全体と部分
- 一般と特殊
- 物体と材料

といった関係がある。

### 具体例

#### 上位概念で下位概念を表す例
- 花見：この「花」は、その一種である「桜」を意味する。
- 「石」：文脈により、半導体素子や、宝石類などを意味する。
- 「本」：演劇関係者の間でシナリオを意味する。
- 「笛」：音楽関係者（特にオーケストラ）の間ではフルートを意味する。同じく「ラッパ」はトランペットを意味する。

#### 下位概念で上位概念を表す例
- 「お茶でも飲みに行きませんか」：ここでの「お茶」は「飲み物」全般を意味する。

- 「人はパンのみに生くるにあらず」：ここでの「パン」は「食べ物」、あるいは広く「物質的充足」を意味する。